# Центральная область (Буркина-Фасо)
Центра́льная (фр. Centre) — область в центре Буркина-Фасо.
- Административный центр — город Уагадугу, который также является столицей Буркина-Фасо.
- Площадь — 2805 км², население — 1 523 980 человек (2006 год).

Область была образована в 1996 году. Действующий губернатор области — Бурейма Бутума.

## География
На севере и северо-востоке граничит с областью Центральное Плато, на юге — с Юго-Центральной областью, на западе — с Западно-Центральной областью.

Климат тропический, сухой, с коротким периодом дождей.

## Население
Область является местом традиционного расселения народа моси.

## Административное деление
Включает в себя 1 провинцию, подразделяющуюся на 6 департаментов:
| Провинция | Административный центр | Население, чел. (2006) |
| --------- | ---------------------- | ---------------------- |
| Кадиого   | Уагадугу               | 1 523 980              |

## Экономика
Область также является хозяйственно-экономическим центром Буркина-Фасо, со значительным количеством средних и мелких промышленных предприятий. В сельском хозяйстве занято 25 % населения области. На территории Центральной области также находится международный аэропорт; здесь проходит железнодорожная линия, связывающая Уагадугу с Абиджаном.